# Adolphe Salvat
Pour les articles homonymes, voir Salvat.
Jacques Adolphe Frédéric Salvat, né à Liège le 6 mars 1810 et mort le 13 mai 1876 à Paris 10e, est un auteur dramatique français.

## Biographie
Ses pièces ont été représentées sur les plus grandes scènes du XIXe siècle : Théâtre des Variétés, Théâtre de la Porte-Saint-Antoine, Théâtre du Vaudeville, Théâtre des Folies-Dramatiques, etc.

## Œuvres
- Le Chemin de fer de Saint-Germain, à-propos-vaudeville en 1 acte, avec Jean Pierre Charles Perrot de Renneville et Henri de Tully, 1837
- Les Femmes libres, folie-vaudeville en 3 actes et à grand spectacle, avec Pierre Tournemine, 1838
- Le Mauvais Sujet, vaudeville en 1 acte, avec Charles Labie et J. Augier, 1839
- L'Île de Calypso, folie-vaudeville en 1 acte, avec Joanny Augier, 1840
- Duchesse et Poissarde, comédie-vaudeville en 2 actes, avec Joanny Augier, 1842
- La Jeune et la Vieille Garde, épisode de 1814, en 1 acte, avec Clairville, 1843
- Les Deux Tambours, vaudeville en 1 acte, avec Lubize et Edmond-Frédéric Prieur, 1845
- La Fille du diable, vaudeville fantastique en 1 acte, avec Hippolyte Rimbaut, 1847
- La Grenouille du régiment, vaudeville en 1 acte, avec Lubize, 1850
- La Petite Provence, vaudeville en 1 acte, avec Édouard Brisebarre, 1853
- L'Agent matrimonial, vaudeville en 1 acte, avec Perrot de Renneville, 1858
- Taureau le brasseur, vaudeville en 1 acte, avec Rimbaut, 1859
- Le Revers de la médaille, comédie vaudeville en deux actes, non datée